# 毛利元尭
毛利 元堯（もうり もとたか）は、周防国徳山藩の第4代藩主。就隆系毛利家（徳山毛利家）の第4代当主。
第3代藩主・毛利元次の次男。母は元次の側室・蓮性院。弟に毛利広豊。官位は従五位下、日向守。幼名は亀松、または亀次郎。後に百次郎と改める。名を元国、就久、就清、元堯と変えた。

## 経歴
元禄15年（1702年）8月16日、周防国徳山において毛利元次の次男として生まれる。
宝永5年（1708年）4月16日、父・元次が常陸下館藩主・黒田直邦の娘である利子を養女として後に元堯と婚姻させること願い出、同年4月19日に許可されたが、事情により婚姻前の宝永6年（1709年）2月8日に破談となっている。
正徳5年（1715年）に元服したが、享保元年（1716年）に徳山藩が万役山事件が原因で改易されたため、身柄を本家の長州藩に預けられた。しかし、享保4年（1719年）5月、奈古屋里人ら旧徳山藩家臣団の努力により徳山藩の再興を幕府より許されて、3万石の徳山藩主となった。
その後は改易されていた徳山藩政の再建を目指すが、江戸参勤中である享保6年（1721年）2月11日、疱瘡が原因で今井谷邸において死去した。享年20。実子がいなかったため、異母弟の広豊が跡を継いだ。法号は豪徳院殿家山紹運大居士。墓所は東京都港区愛宕の青松寺。

## 系譜
- 父：毛利元次（1668-1719）
- 母：蓮性院（?-1717） - 毛利元次の側室。名は宮内。享保2年3月23日（1717年5月4日）に死去。
- 養子：毛利広豊（1709-1773） - 毛利元次の三男で、元堯の異母弟。